# Динская
Динска́я — станица, административный центр и крупнейший населённый пункт Динского района Краснодарского края, также административный центр Динского сельского поселения.
Население — 36 576 чел. (2021). Один из крупнейших сельских населённых пунктов в России.

## География
Расположена в 30 км северо-восточнее Краснодара на берегу реки Кочеты (бассейн Кирпили). По западной окраине станицы проходит федеральная трасса М4 «Дон». Расстояние по дорогам до ближайшего посёлка на Чёрном море (п. Джубга) — 145 км. Расстояние по дорогам до ближайшего посёлка на Азовском море (г. Приморско-Ахтарск) — 143 км. В станице расположена железнодорожная станция Динская, входящая в структуру Краснодарского региона Северо-Кавказской железной дороги.

## История
В 1794 году основано куренное селение Динское Черноморского казачьего войска на берегу Кубани, южнее современного расположения станицы. Наименование произошло от Динского (Донского) куреня Сечи, основанного на Днепре выходцами с Дона. В 1807 году курень был переселён на берега степной речки Кочеты. С 1842 года — станица Динская.
В 1888 году через станицу прошла железнодорожная ветка «Екатеринодар — Тихорецкая».
С августа 1942 года по 11 февраля 1943 года станица была оккупирована немецкими войсками.

## Население
| 1939    | 1959    | 1970    | 1979    | 1989    | 2002    |
| ------- | ------- | ------- | ------- | ------- | ------- |
| 10 135  | ↗11 180 | ↗22 393 | ↗26 518 | ↗30 873 | ↗34 132 |
| 2010    | 2021    |         |         |         |         |
| ↗34 848 | ↗36 576 |         |         |         |         |

Бо́льшая часть населения станицы — русские (89,8 %), проживают также армяне (3,6 %), украинцы (2,9 %) и др.

### Известные люди
- Рябовол, Николай Степанович (1883—1919) — казачий политик и общественный деятель.
- Синещеков, Алексей Давидович (1904—1974) — физиолог животных и академик ВАСХНИЛ.
- Соколянский, Иван Афанасьевич (1889—1960) — советский педагог-дефектолог.

## Экономика
В станице работает целый ряд предприятий сельского хозяйства и предприятий по переработке сельскохозяйственной продукции: сахарный, консервный заводы, кондитерская фабрика «Южная Звезда» (закрыта), мясокомбинат «Динской» (торговая марка «ЕстЪ»).
Действует ряд промышленных предприятий: «Краснодарский компрессорный завод» Промышленной группы «ТЕГАС», «Югтрубопласт», «Росслав», завод строительных материалов и другие предприятия.

## Образование
В станице находятся четыре средние школы и техникум (ранее ПУ-63).

## Достопримечательности
- Музей С. Д. Кирлиана[12][нет в источнике].
- Памятник труженикам тыла и детям войны (2011) — представляет собой трапециевидную стелу из серого мрамора, на постаменте, отделанном гранитными плитами коричневого цвета. На стеле закреплён каменный барельеф, на котором изображены события тружеников полей в годы Великой Отечественной войны: слева вдали девушки-косильщицы косят, а на переднем плане другие женщины с детьми собирают колосья граблями и укладывают их в снопы. Справа на заднем плане справа стоят автомобили, которые привезли работников и на которых будет увозиться хлеб. Слева на стеле надпись: «Труженикам тыла и детям войны», сверху: «1941−1945»[13][14][15].
- Памятник «Казакам-черноморцам»[источник не указан 113 дней].

## Фотогалерея

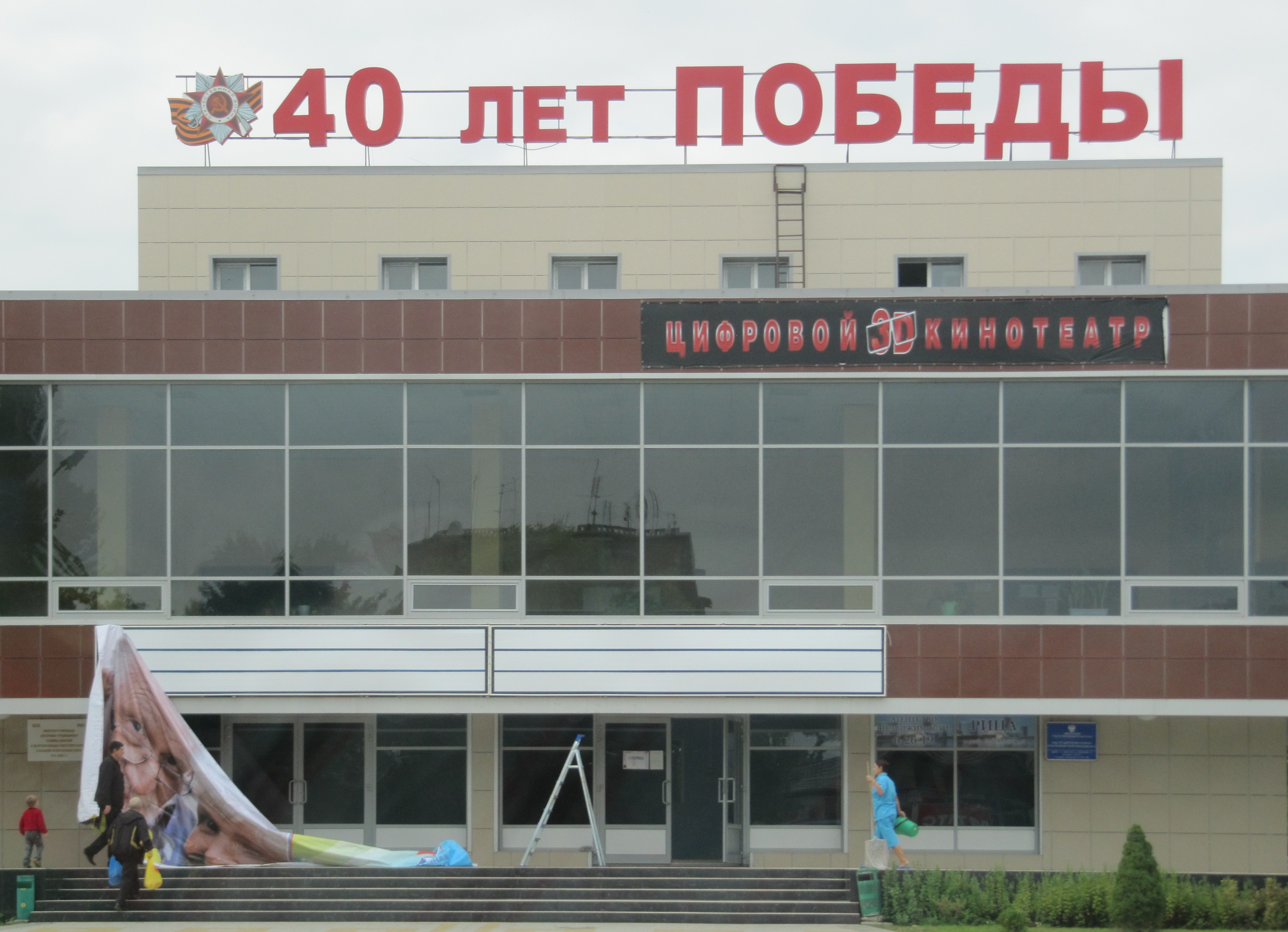
Кинотеатр «40 лет Победы»
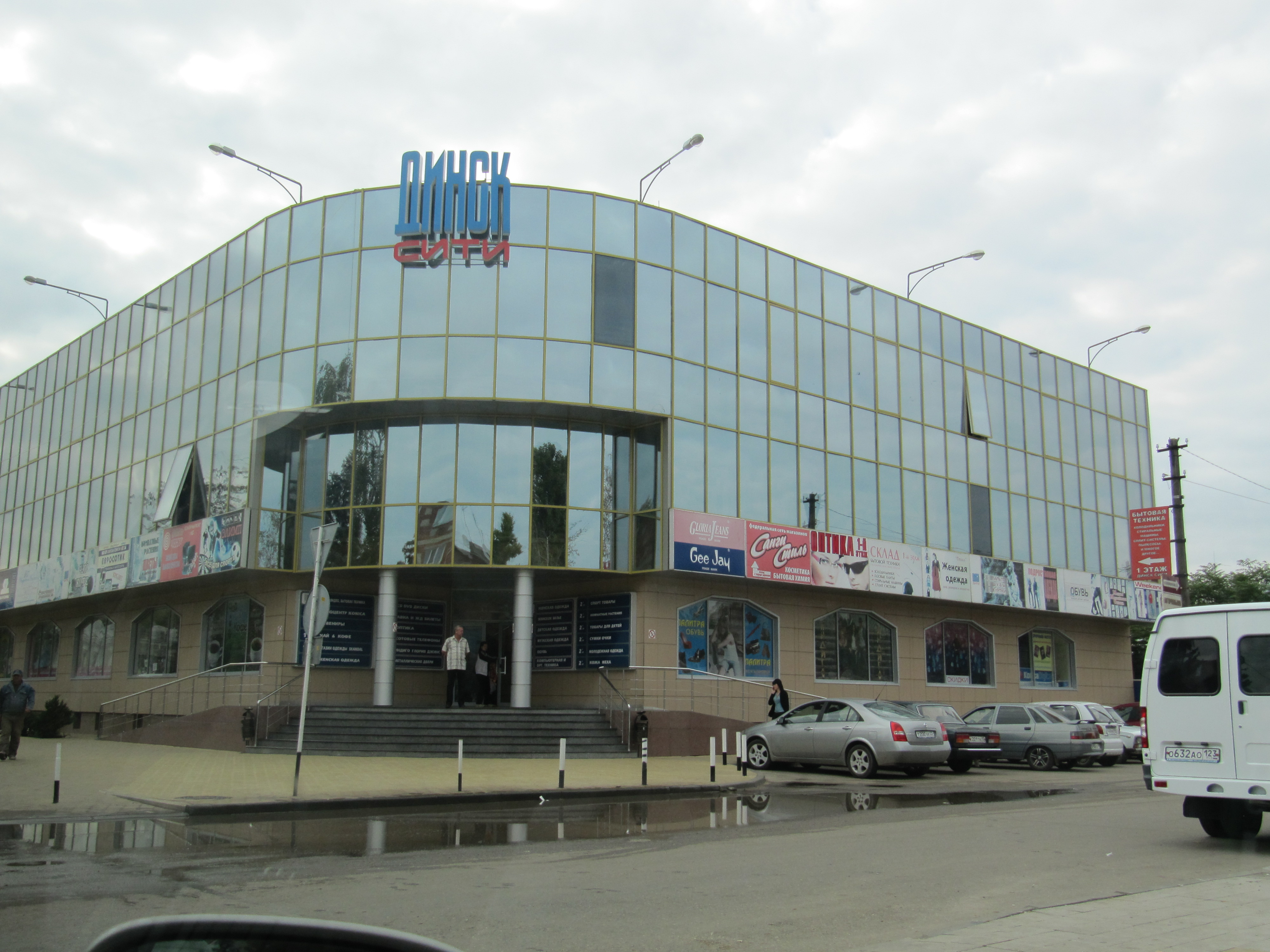
Торговый центр «Динск сити»
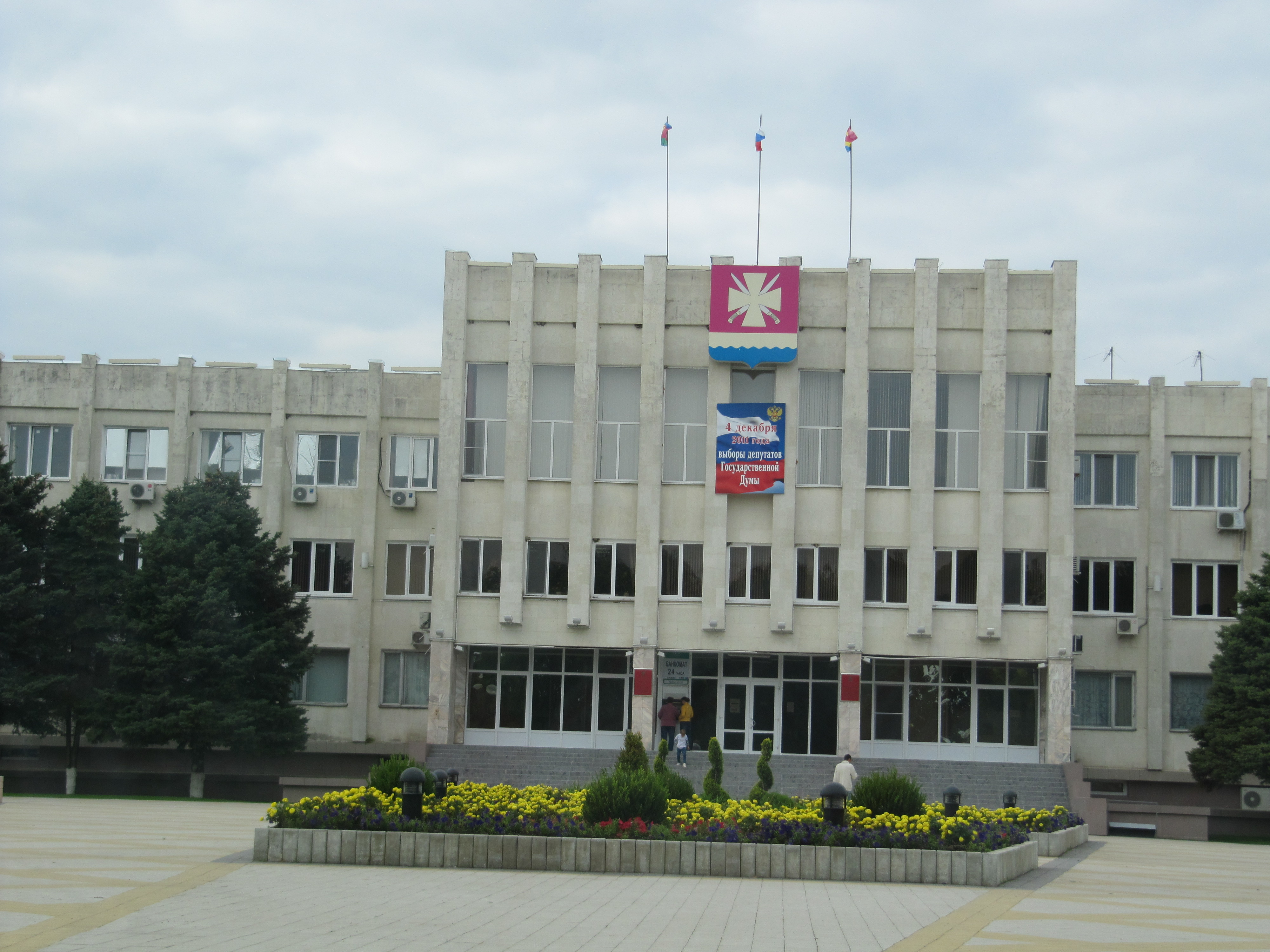
Администрация Динского района
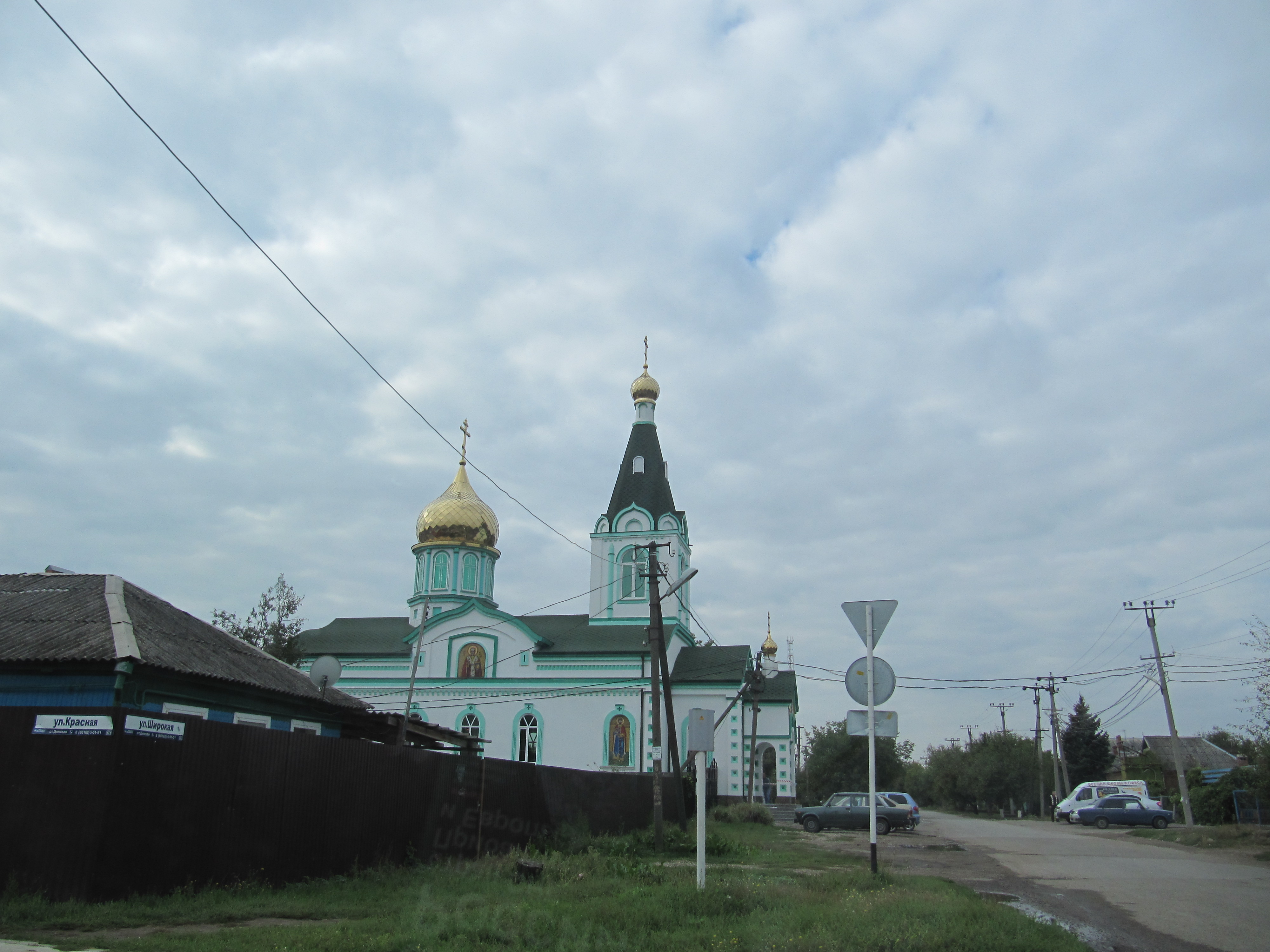
Православная церковь